# Swan Mere
Der Swan Mere ist ein See im Southland District der Region Southland auf der Südinsel von Neuseeland.

## Geographie
Der Swan Mere befindet sich rund 2 km südöstlich des Lake Grave und rund 6,4 km südlich des Te Hāpua / Sutherland Sound. Der See, der auf einer Höhe von 130 m anzutreffen ist, besitzt eine Flächenausdehnung von rund 11,7 Hektar und, da seine Uferlinie zerklüftet ist, einen Seeumfang von rund 2,92 km. Die Länge des Swan Mere beträgt rund 850 m in Nordwest-Südost-Richtung und die maximale Breite rund 275 m in Südsüdwest-Nordnordost-Richtung.
Gespeist wird der See vom von Osten her zulaufenden Dark River, der den See auch an seinem westlichen Ende zum nachfolgenden Lake Grave hin entwässert.